# Rome (Illinois)
Rome é uma Região censo-designada localizada no estado americano de Illinois, no Condado de Peoria.

## Demografia
Segundo o censo americano de 2000, a sua população era de 1776 habitantes.

## Geografia
De acordo com o United States Census Bureau tem uma área de
4,9 km², dos quais 4,9 km² cobertos por terra e 0,0 km² cobertos por água. Rome localiza-se a aproximadamente 141 m acima do nível do mar.

## Localidades na vizinhança
O diagrama seguinte representa as localidades num raio de 16 km ao redor de Rome.